# 1985년 대한민국의 영화
다음은 1985년에 대한민국의 영화에 관한 서술한다.

## 흥행 주요 기록
흥행 당시에 외화 1위는 〈킬링필드〉의 대한민국 개봉으로 관객수 92만 5천여명 대기록을 세웠고, 2위 <인디아나 존스>(808,492명), 3위 <람보 2>(639,098명), 4위 <아마데우스>(475,755명), 5위 <코만도(357,015명)가 뒤를 이었다.
방화 1위는 〈깊고 푸른 밤〉은 관객수 60만명을 넘었다. 2위는 〈어우동〉(47만9천명)도 흥행이 차지하였다.

## 이벤트 및 수상
- 제21회 한국 연극 영화 TV 예술상
- 제24회 대종상 영화제
- 제5회 한국영화평론가협회상
- 제9회 황금촬영상

## 같이 보기
- 1985년 영화
- 대한민국의 영화